# 탄자니아의 주

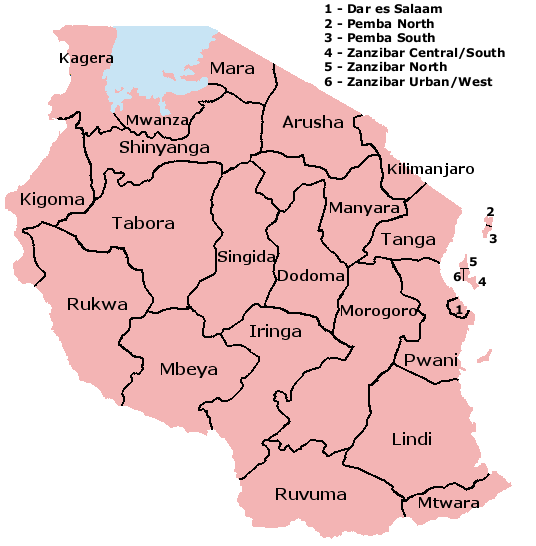
탄자니아의 주

탄자니아는 30개 주로 구성되어 있다. 2012년 행정 구역 개편 당시에 4개 주가 신설되었다.
| 주                    | 주도         |
| --------------------- | ------------ |
| 아루샤 주             | 아루샤       |
| 다르에스살람 주       | 다르에스살람 |
| 도도마 주             | 도도마       |
| 게이타 주             | 게이타       |
| 이링가 주             | 이링가       |
| 카게라 주             | 부코바       |
| 카타비 주             | 므판다       |
| 키고마 주             | 키고마       |
| 킬리만자로 주         | 모시         |
| 린디 주               | 린디         |
| 마냐라 주             | 바바티       |
| 마라 주               | 무소마       |
| 므베야 주             | 므베야       |
| 모로고로 주           | 모로고로     |
| 므트와라 주           | 므트와라     |
| 므완자 주             | 므완자       |
| 느좀베 주             | 느좀베       |
| 펨바 북부 주          | 웨테         |
| 펨바 남부 주          | 므코아니     |
| 프와니 주             | 키바하       |
| 루콰 주               | 숨바왕가     |
| 루부마 주             | 송게아       |
| 시미유 주             | 바리아디     |
| 시니앙가 주           | 시니앙가     |
| 싱기다 주             | 싱기다       |
| 타보라 주             | 타보라       |
| 탕가 주               | 탕가         |
| 잔지바르 중부·남부 주 | 코아니       |
| 잔지바르 북부 주      | 므코코토니   |
| 잔지바르 도시·서부 주 | 잔지바르시티 |

## 같이 보기
- ISO 3166-2:TZ